# Szilágyi István (író)
Szilágyi István (Kolozsvár, 1938. október 10. – Kolozsvár, 2024. március 13.) a Nemzet Művésze címmel kitüntetett, Kossuth-díjas és József Attila-díjas erdélyi magyar író. A Magyar Művészeti Akadémia Irodalmi Tagozatának tagja (2009).

## Életpályája
Zilahi származású édesapja, Szilágyi István tímármester Kolozsvárott kapott munkát, s ott vette feleségül a korábban szobalányként, majd varrodai alkalmazottként, akkor drogériai eladóként dolgozó Zemáncsek Margitot, az édesanyját. 1940 őszén visszaköltöztek szülei Zilahra, abba a szolgálati lakásba, amelyet a Dermata gyár ajánlott fel számukra, ha a családfő vállalja a gyár nyersanyagbegyűjtő központja helyi kirendeltségének vezetését. 1942 tavaszán a kétgyermekes, póttartalékos apát behívták katonának. Nem sokkal később csapatát a szovjet frontra, a Don-kanyarba vezényelték, ahol a 2. magyar hadsereg 1943 januárjában katasztrofális vereséget szenvedett. A hősi halottak között volt az időközben tizedessé előléptetett id. Szilágyi István is. Sorsáról családja sokáig nem is kapott értesítést, majd özvegy édesanyja a két gyermekével hazaköltözött anyósához, született Adorjányi Juliannához, aki tizenegy gyermeket hozott a világra, két férje özvegye volt már akkorra, s akinek íróunokája szerint remek emlékezőtehetsége volt: „előadókészségében összefutott s meggyűlt száz-százötven év Zilah környéki s érmelléki történet". 
Nagyanyja 1946-ban bekövetkezett halála után anyjára hárult a családfenntartás minden gondja, bár sógora segített a ház körüli munkákban, s még a gyerekek nevelésében is. A régi ház lebontásában s az új építésében is részt vett. Megélhetésükre paplanvarróműhelyt nyitottak, ahol a gyerekek is feladatot kaptak. Szilágyi István hatéves kora előtt, 1944 őszén került a zilahi Wesselényi-kollégiumba, ahonnan nyolc év után, 1952 őszén már nem „hazatért", hanem egy teherautó platójáan Kolozsvárra szökött. A híres zilahi líceum helyett szülővárosa vasúti gépipari középiskolájába jelentkezett. Nemcsak az vezette, hogy könnyítsen családja terhein, hanem az is, hogy a szakiskolát elvégezve mozdonyvezető lehessen. Harmadéves korában azonban ebben megakadályozta, hogy rövidlátásáról orvosi leletet állítottak ki.
1956-ban érettségizett Szatmáron, kitanulta a mozdonyszerelő géplakatos szakmát. 1958-tól a kolozsvári egyetem jogi karán tanult, 1963-ban szerzett jogi diplomát. Az Utunk munkatársa, majd 1968–1989 között főszerkesztő-helyettese. 1990-től a Helikon főszerkesztője. Kolozsváron élt és alkotott.
Novellákat, elbeszéléseket, regényeket írt. Első nagy sikerű könyve 1975-ben jelent meg, Kő hull apadó kútba című regénye a legkülönbözőbb iskolákhoz tartozó irodalmárok egyöntetű elismerését vívta ki. Több nyelvre lefordították: németül 1982-ben (Steine fallen in versiegenden Brunnen), románul 1984-ben (Cad pietre în fîntîna seacă), lengyelül 2001-ben (Dudni kamień, dudni…) jelent meg. A regény Szendy Ilka és Gönczi Dénes szomorú balladai történetének pszichológiai regénybeli feldolgozása, természetesen nem egyszerű pszichokrimi, sokkal több annál, Arany János balladáinak nyomában jár, csak a nagy magyar írók tudják Arany balladai feldolgozásait és nyelvét úgy, ahogyan Szilágyi István is.
Nagy figyelmet keltett 1990-ben Agancsbozót című monumentális, majd' 700 oldalas regénye is, amely egy abszurd látomás, és nyitott mind a mítosz, mind az ironikusan ábrázolt felfoghatatlan valóság felé. Ám a hetvenes évekbeli sikerhez hasonlót inkább egyik újabb regénye, a Hollóidő (2001) váltott ki. Ez a regény a török hódoltság idején játszódik, egy távoli kor eleven hétköznapjait, szerelmeit, hadikalandjait, rémségeit jeleníti meg. Egyszerre veretes és bámulatosan hajlékony, sokszínű nyelv, mely megrendülést, humort és iróniát egyazon könnyedséggel, szépséggel közvetít, mesél és magával ragadja az olvasót, hogy a távoli kor emberének lélegzetvételében a sajátjára ismerjen. Az író műveinek fogadtatását, kritikai értékelését szemlézi a Tanulmányok Szilágyi Istvánról című kötet (szerk. Márkus Béla, Debreceni Egyetemi Kiadó, 2003).
A Magvető Kiadó az író hetvenedik születésnapjára – 2008 őszén – újra megjelentette Szilágyi István Kő hull apadó kútba, valamint Hollóidő című regényeit, egy esztendővel később pedig novelláinak, elbeszéléseinek legjavát gyűjtötte kötetbe.
2010-ben a Digitális Irodalmi Akadémia tagjai közé választotta.
2024-ben, szülővárosában halt meg, életének 86. esztendejében.

## Művei (válogatás)
- Sorskovács, elbeszélések, Irodalmi Kiadó, Bukarest, 1964
- Ezen a csillagon, novellák, elbeszélések, karcolatok, Irodalmi Kiadó, Bukarest, 1966
- Üllő, dobszó, harang, regény, Irodalmi Kiadó, Bukarest, 1969
- Jámbor vadak, elbeszélések, Kriterion Könyvkiadó, Bukarest, 1971
- Kő hull apadó kútba, regény, Kriterion Könyvkiadó, Bukarest, 1975
- Kő hull apadó kútba, In: Letűnt világok – Két egyfelvonásos, NPI, Budapest, 1981, (Színjátszók kiskönyvtára)
- Agancsbozót, regény, Kriterion Könyvkiadó, Bukarest, 1990
- Hollóidő, regény, Magvető Könyvkiadó, Budapest, 2001
- Bolygó tüzek – Novellák, elbeszélések, Magvető, Budapest, 2009
- Katlanváros, MMA, Budapest, 2019
- Messze túl a láthatáron, MMA, Budapest, 2020
- A hóhér könnyei, MMA, Budapest, 2021
- Fekete Vince: Szilágyi István – Képes beszélgetőkönyv, MMA, Budapest, 2022
- Távolodó jégtáblákon. Válogatott publicisztikák, szerkesztő és utószó: Márkus Béla, MMA, Budapest, 2023

## Díjai, elismerései
- 1975 – Romániai Írószövetség Díja
- 1975 – Pezsgő-díj
- 1990 – József Attila-díj
- 1992 – Ady Endre-díj
- 1995 – Déry Tibor-díj
- 1998 – Getz Corporation díj
- 2001 – Kossuth-díj
- 2002 – Magyar Irodalmi Díj (nem fogadta el)
- 2003 – Márai Sándor-díj
- 2008 – Székelyföld-díj
- 2008 – Arany János-díj
- 2008 – Erdély Magyar Irodalmáért Alapítvány-díj
- 2008 – Kölcsey-emlékplakett
- 2009 – Alföld-díj
- 2012 – Hazám-díj
- 2014 – A Magyar Érdemrend középkeresztje a csillaggal
- 2014 – A Nemzet Művésze
- 2017 – Prima díj